# Bournette
Bournette est le nom d'un hybride naturel de châtaignier (synonyme CA 07), croisement entre un châtaignier européen (Castanea sativa) et japonais (Castanea crenata) obtenu au Domaine de Bournet à Grospierres en Ardèche en 1948.

## Culture
L'arbre greffé de vigueur moyenne a un port en boule et fructifie rapidement, de 2 à 3 ans, et en quantité si le sol est suffisamment engraissé et irrigué. La production moyenne de Bournette reste toutefois presque moitié moins importante que celle de Bouche de Bétizac.
Ses fleurs mâles sont longistaminées mais son pollen est peu fertile.
La variété est un des hybrides les plus sensibles au chancre de l'écorce. Il craint les gels printaniers mais moins que le Marigoule.
Les pollinisateurs connus sont les châtaigniers Belle épine, Précoce Migoule, Marsol et Marigoule.

## Caractéristiques
Bournette a une production irrégulière. Les calibres de ses fruits varient fortement d’une année sur l’autre.
Sa couleur claire et une saveur moyenne rendent cette variété difficile à vendre sur le marché du frais même si elle a ses adeptes.